# 乔瓦尼·博泰西尼
乔瓦尼·博泰西尼（義大利語：Giovanni Bottesini，1821年12月22日—1889年7月7日）是一位意大利的低音提琴家、指挥家以及作曲家。虽然博泰西尼生前作为独奏家、指挥家、作曲家、音乐教育家等多重分身活跃在舞台上，但在西方音乐史上，尤其是提琴艺术史上，博泰西尼主要是以低音提琴炫技名家的身份而为后人所知。他的作曲生涯也主要是为了低音提琴服务的，并将这种乐器的独奏性能提高到了前所未有的辉煌高度。后世称博泰西尼为“低音提琴界的帕格尼尼”。

## 生平与音乐
博泰西尼于1821年12月生于意大利北方小城克雷马（Crema）的一个音乐世家。博泰西尼幼年习学小提琴、中提琴，并在教堂参加合唱。14岁起，博泰西尼由父母送入米兰音乐学院专修音乐。但由于其父母家境一般，无法单独负担高昂的学费，因此博泰西尼必须申请奖学金方能完成学业，而当时米兰音乐学院的奖学金只在两个专业比较充裕：低音管和低音提琴。本想继续学习小提琴的博泰西尼最终选择了低音提琴，这一步不仅是他人生中至关重要的一步，也为这个乐器本身送来了一位日后名垂千古的大师。
无独有偶的是，19世纪末20世纪初的另一位举世闻名的低音提琴家、指挥家库塞维茨基也和博泰西尼一样，并没有将低音提琴作为专业的首选，而是作为奖学金的敲门砖而开始这一行业，结果取得辉煌成就的。
博泰西尼在音乐学院迅速展露了演奏家的天才，除此以外还热心学习钢琴、作曲等科目，为日后的一专多能打下坚实基础。
1849年，博泰西尼与作曲家威尔第结下终生友谊，定居于古巴哈瓦那并在该处任职。后又在欧洲担任歌剧指挥。1871年更在开罗指挥了威尔第《阿依达》的首演。1889年担任帕尔玛音乐学院院长。
博泰西尼的作品主要是低音提琴曲，同时还有多部歌剧以及宗教音乐作品。